# Лаохейшань
Лаохейшань ( кит. трад. 老黑山, спр. 老黒山) - щитовий вулкан, який знаходиться у  Китаї. Саме від нього утворилося лавове поле Удаляньчі. Вулкан Лаохейшань є сплячим вулканом, останнє виверження якого було в 1719—1721 роках. На дні кратера розташоване озеро діаметром 5 метрів. Висота вулкана – 516 м  метрів.